# Université du Michigan
L'université du Michigan (en anglais, University of Michigan) est une université publique américaine située à Ann Arbor dans le Michigan. Fondée en 1817, c'est la première université du Michigan, établie avant même l'adhésion de l'État du Michigan à l'Union. Appelée également Michigan ou UMich, elle est réputée comme l'une des meilleures universités publiques ou privées des États-Unis.

## Historique

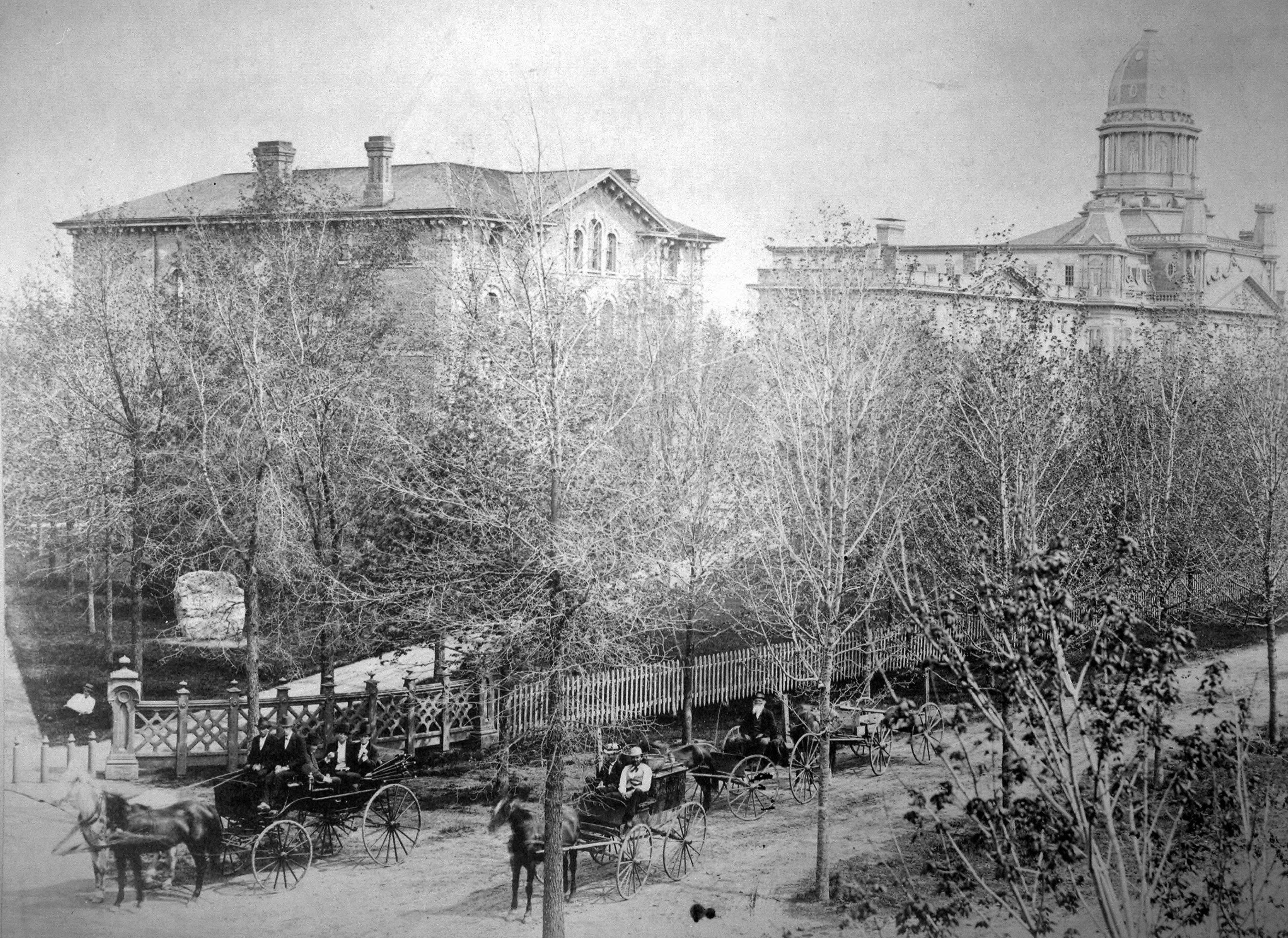
Le coin nord-ouest du Diag vers 1873, montrant la porte de l'université, le bâtiment de droit (1863-1950) et le hall de l'université (1872-1950)

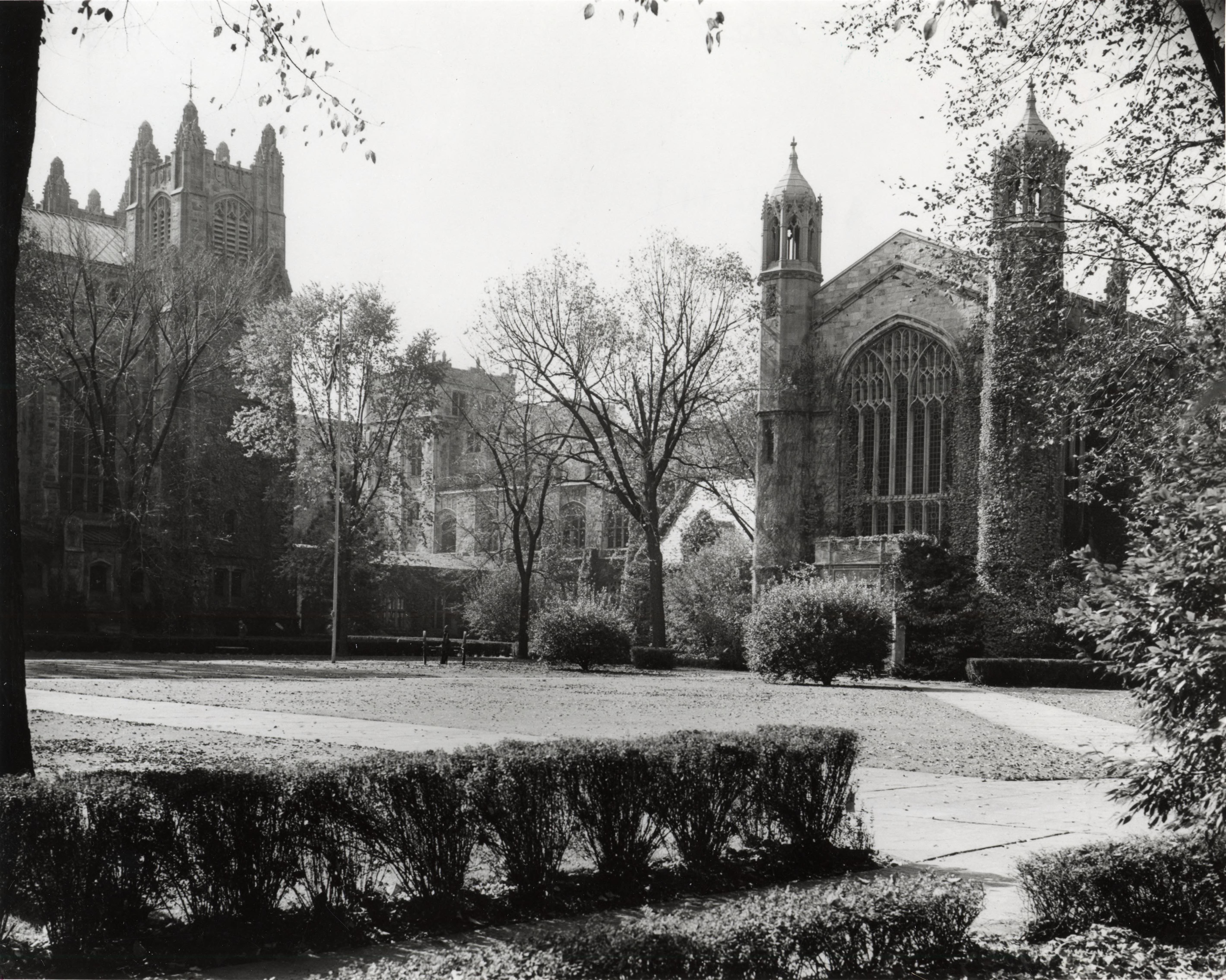
Quadrilatère de la loi, vers les années 1930

Sa fondation en 1817 à Détroit en fait la plus ancienne université à l'ouest des Appalaches. En 1837, elle est déplacée à Ann Arbor. Un terrain de 16 hectares avait été réservé dans l'espoir d'y accueillir un nouveau capitole d'État, mais lorsque Lansing fut finalement choisie comme capitale de l'État du Michigan, la municipalité d'Ann Arbor l'offrit à cette université. Les 16 hectares originaux sont devenus une partie du campus central actuel.
Les premières classes à Ann Arbor ont commencé en 1841, avec sept étudiants et deux professeurs. Dès 1866, le nombre d'inscrits atteint 1 205 étudiants, beaucoup étant des vétérans de la guerre de Sécession. En février 1870, Madelon Stockwell est la première femme à être admise à l'université du Michigan, qui devient ainsi la troisième université et la première université majeure des États-Unis à s'ouvrir aux femmes.
L'université du Michigan continua nettement à s'agrandir et à se diversifier au cours du XXe siècle, ajoutant à ses domaines d'études l'odontologie, l'architecture, la technologie, et la médecine. Le nombre d'étudiants inscrits atteint 30 000 dans les années 1960. Pour s'adapter à la demande croissante d'étudiant dans les décennies suivant la Seconde Guerre mondiale, de nouveaux campus sont ouverts à Dearborn et Flint.
En 1997, l'école a été impliquée dans une polémique lorsqu'elle a été poursuivie par deux étudiants blancs qui n'avaient pas été admis. Les étudiants se sont plaints que la politique de discrimination positive de l'école, qui accordait un traitement préférentiel aux minorités (des noirs, Latinos, et Amérindiens) était inconstitutionnelle. En 2003, le cas fut présenté à la Cour suprême des États-Unis. Cette dernière a conclu que le principe de la discrimination positive ne violait pas la Constitution, mais que le processus spécifique employé par l'université était inconstitutionnel. En conséquence, l'université dut modifier, mais pas éliminer, ses programmes d'affirmative action. La polémique n'est pas finie pour autant. En 2006, les électeurs de l'État du Michigan rejettent l'utilisation de la discrimination positive dans un référendum, avec une large majorité de 58 %. L'université a été depuis forcée de mettre fin à ce programme.

## Classement

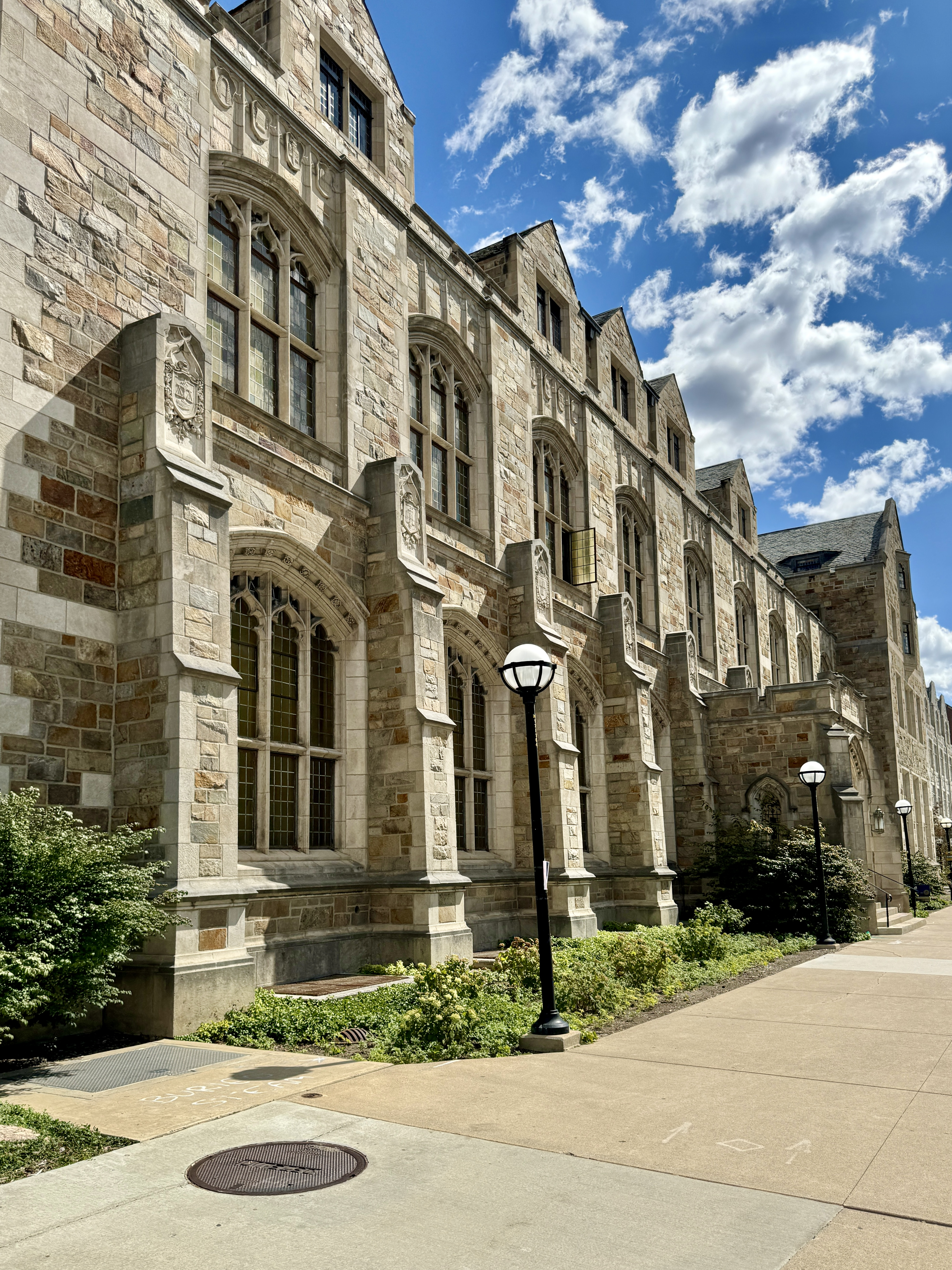
Salle Hutchins

Dans les classements nationaux publiés par US News and World Report en 2019 (qui évaluent des centaines d'universités), son campus principal est classé 5e en ingénierie, 9e en droit, 10e en commerce, et 11e en informatique.

## Bibliothèques
Les dix-neuf bibliothèques de l'université comptent ensemble 8,27 millions de volumes, et 177 000 acquisitions annuelles. Elles détiennent notamment la plus grande collection de papyrus des États-Unis.

## Partenariat
En septembre 2016, l'université du Michigan signe un accord de coopération de cinq ans avec l'Institut de radioastronomie millimétrique et décide de soutenir financièrement le projet du radiotélescope millimétrique NOEMA.

## Sport
Dans le domaine sportif, les Wolverines du Michigan défendent les couleurs de l'université du Michigan dans la Big Ten Conference de la NCAA (l'association du sport universitaire américain). L'équipe de football américain y est particulièrement populaire. Elle joue dans le Michigan Stadium, un stade de 107 601 places - le plus grand stade de football aux États-Unis.

## Personnalités liées à l'université

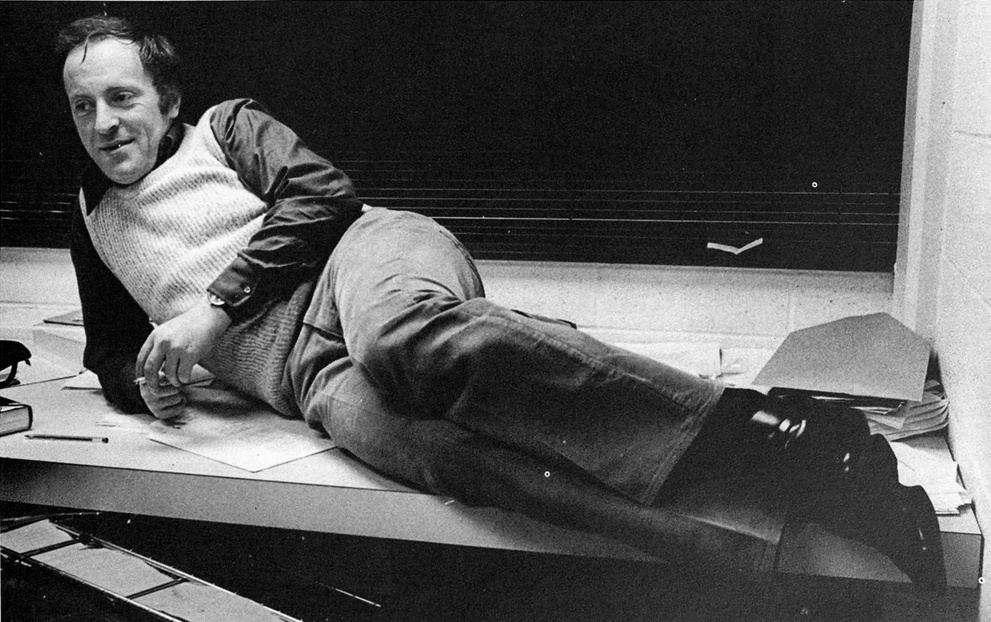
Joseph Brodsky enseignant à l'Université du Michigan, 1972

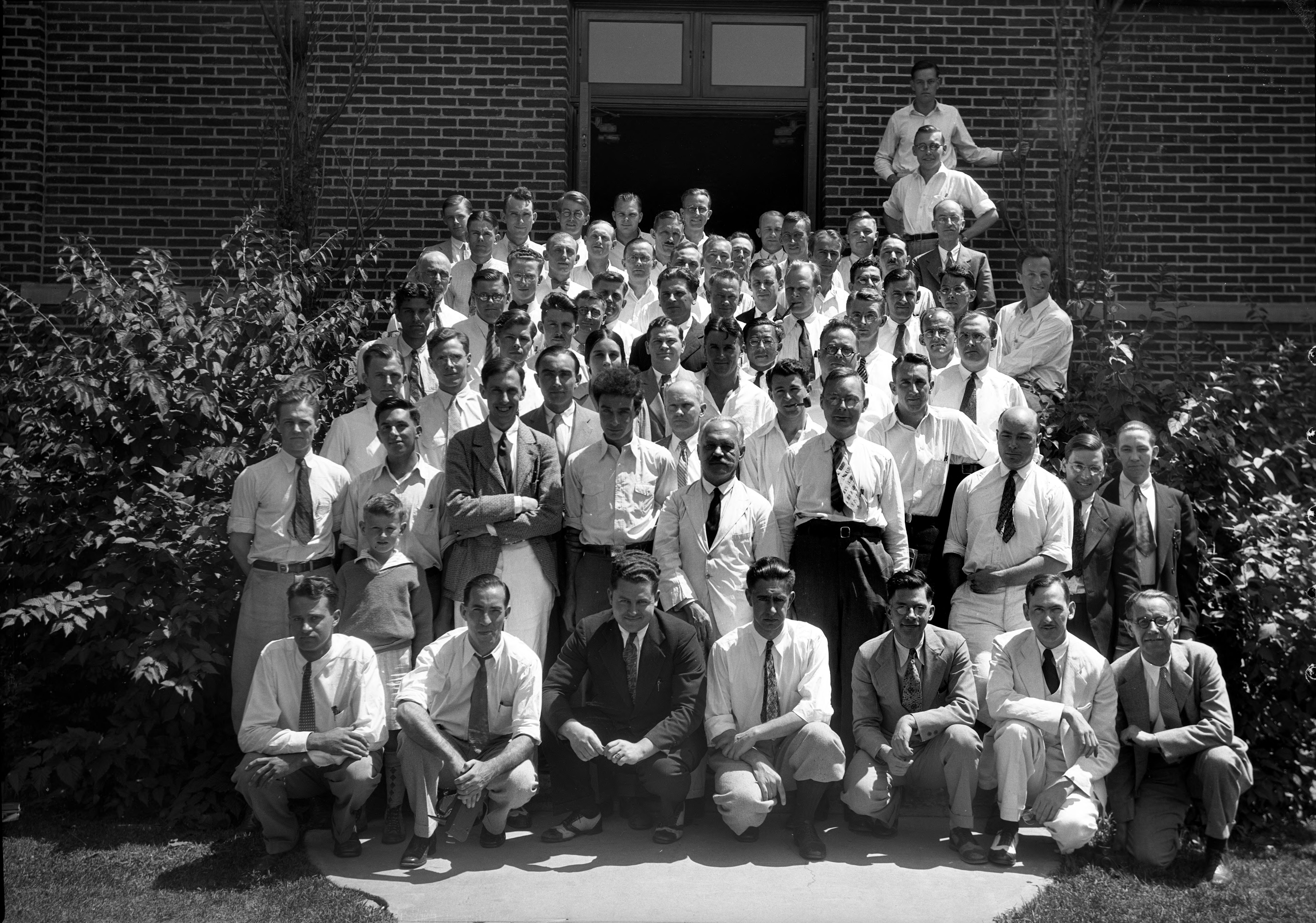
H.A. Kramers, deuxième rangée, sixième à gauche avec J. Robert Oppenheimer, deuxième rangée, quatrième à gauche, sur une photographie du Symposium d'été sur la physique théorique en 1931 à l'Université du Michigan

### Professeurs
- Pierre Dansereau, écologiste reconnu pour ses recherches sur les écosystèmes
- Robert Hayden, poète et universitaire
- Khaled Mattawa, poète et traducteur

### Étudiants
- Suzan Rose Benedict, première femme à obtenir un Ph D. en mathématiques de l'université.
- Tom Brady joueur de football américain, quarterback des Buccaneers de Tampa Bay.
- Thomas S. Burns, historien.
- Robert Cailliau, ingénieur belge co-créateur du World Wide Web.
- Julie Chang, journaliste américaine.
- Darren Criss, chanteur et acteur.
- Joe Dassin, chanteur francophone et compositeur américain et français.
- Nancy Dorian, linguiste et anthropologue.
- Gerald Ford, 38e président des États-Unis.
- Henry Ford, industriel et fondateur du constructeur automobile Ford.
- Alain Giraud-Ruby, scientifique et écrivain américain et français.
- Adele Goldstine, informaticienne américaine.
- John Grew, organiste concertiste et professeur.
- Mary Hancock McLean, chirurgienne et missionnaire américaine.
- Robert Hayden, poète et universitaire.
- Lucinda Hinsdale Stone,écrivaine, éducatrice, philanthrope.
- Avery Hopwood, dramaturge.
- Laura Kasischke, écrivain et poète américaine.
- Mark Kinzer, théologien juif messianique américain.
- Diane Larsen-Freeman, linguiste.
- Lucy Liu, actrice, productrice et réalisatrice
- Madonna, chanteuse et actrice
- Priscilla Kolibea Mante, scientifique ghanéenne.
- Bruce Bueno de Mesquita, expert en politique.
- Charles Munger, investisseur et vice-président de Berkshire Hathaway.
- Bryan G. Norton, philosophe américain.
- Michelle Noteboom, poétesse et traductrice
- Frank O'Hara, poète, essayiste, critique d'art.
- Larry Page, fondateur de Google.
- Bob Perelman, poète, essayiste, critique d'art, universitaire.
- Dudley Randall, poète, bibliothécaire, éditeur.
- Evie Shockley, poète américaine et universitaire.
- Ren Xinmin, scientifique chinois, membre de l'Académie chinoise des sciences.
- Ralph Rose, champion olympique du lancer du poids.
- Jerome Rothenberg, poète, essayiste, traducteur, directeur de collections, universitaire.
- Annah May Soule (1859-1905) professeure américaine d'économie politique et d'histoire des États-Unis du Mount Holyoke College.
- Keith Waldrop, poète, traducteur, universitaire.
- Raoul Wallenberg, Juste parmi les nations, qui sauva la vie de plusieurs dizaines de milliers de Juifs (entre 20 000 et 100 000) pendant la Shoah.
- Katie Bouman, scientifique américaine.
- Boaz Weinstein, financier.